# Serinproteas
Serinproteaser (eller serinendopeptidaser) är enzymer som klyver peptidbindningar i proteiner hos vilka serin fungerar som en nukleofil aminosyra på enzymets aktiva sida. Serinproteaser återfinns hos både eukaryoter och prokaryoter och kan delas upp i två kategorier baserat på deras struktur: kymotrypsinlika (trypsinlika) respektive subtilisinlika serinproteaser. Hos människa deltar serinproteaserna i koordineringen av olika fysiologiska funktioner såsom matsmältning, immunförsvar, blodkoagulation och reproduktion.
MEROPS proteasklassifikationssystem pekar ut 16 superfamiljer, var och en innehållande många familjer. Varje superfamilj använder en katalytisk triad eller diad i olika proteinkapslingar och representerar på så vis en utveckling av den katalytiska mekanismen. Majoriteten tillhör PA-klanens S1-familj av proteaser. För superfamiljer gäller att: P = superfamilj som involverar en blandning av nukleofila familjer, S = rena serinproteaser. Inom varje superfamilj finns familjer som karaktäriseras av deras katalytiska nukleofil.

## Kymotrypsinlika serinproteaser
Kymotrypsinlika serinproteaser karaktäriseras av en distinkt struktur, bestående av två beta-flakdomäner som sammanfogas vid den katalytiska sidan. Dessa enzymer kan dessutom kategoriseras baserat på deras substratspecificitet, antingen som trypsinlika, kymotrypsinlika eller elastaslika.

### Trypsinlika
Trypsinlika proteaser klyver peptidbindningar som följs av en positivt laddad aminosyra (lysin eller arginin). Denna specificitet drivs av området som ligger vid basen av enzymets S1-ficka (oftast en negativt laddad asparginsyra eller glutaminsyra).

### Kymotrypsinlika
S1-fickan hos kymotrypsinlika enzymer är mer hydrofoba än hos trypsinlika proteaser. Detta resulterar i en specificitet för medelstora till stora hydrofoba återstoder såsom tyrosin, fenylalanin och tryptofan.

### Elastaslika
Elastaslika proteaser har mycket mindre S1-fickor än både trypsin- och kymotrypsinlika proteaser. Detta innebär att aminosyrarester såsom alanin, glycin och valin tenderar att premieras.

## Subtilisinlika
Subtilisin är ett serinproteas i prokaryoter. Subtilisin är evolutionellt sett orelaterat till kymotrypsinklanen, men delar samma katalytiska mekanism (katalytisk triad) för att skapa en nukleofil serin.

### Katalytisk mekanism
Kymotrypsin och subtilisin är de viktigaste enzymerna i den katalytiska triaden. Triaden lokaliseras på enzymets aktiva sida där katalysen sker, och värnas i alla serinproteaser. Triaden är en koordinerad struktur som består av tre essentiella aminosyror (histidin; His 57, serin; Ser 195 och aspartinsyra; Asp 102). Dessa tre spelar en viktig roll vid klyvningen av proteaser. Medan aminosyramedlemmar av triaden lokaliseras långt ifrån varandra på sekvensen av proteinet (på grund av veckning) kommer de att, vid enzymets "hjärta" befinna sig betydligt närmare varandra. Det är strukturen av triadmedlemmarna som påverkar deras specifika funktion; positionen hos endast fyra delar av triaden karaktäriserar funktionen av enzymet i fråga.
Vid katalys kan en mekanism aktiveras, vilken leder till att flera intermediärer genereras. Katalysen av peptidklyvning kan ses som en ping-pong-katalys, i vilken substrat binder (i detta fall den polypeptid som har klyvts) och en produkt släpper (den N-terminala delen av peptiden). Därefter binder ett annat substrat in (vatten) och en annan produkt dissocierar (den C-terminala delen av peptiden). 
Varje aminosyra i triaden har en egen funktion i processen: Serinen har en OH-grupp som kan genomföra en nukleofil attack på det karbonylkol som finns i scissilepeptidbindningen på substratet. Ett par elektroner hos histidinets kväve kan acceptera väte från serinets OH-grupp, vilket koordinerar attacken av peptidbindningen. Aspartatets karboxylgrupp kan i sin tur binda med vätebindning till histidin, och gör på så sätt att kvävegruppen ovan blir mer elektronegativ.

## Reglering av serinproteasernas aktivitet
Värdorganismer måste försäkra sig om att aktiviteten hos serinproteaserna är reglerat på ett tillfredsställande sätt. Detta uppnås genom krav på aktivering av proteaserna, samt genom sekretion av inhibitorer.

### Zymogenaktivering
Zymogener är vanligtvis inaktiva förstadier av enzym. Om digestionsenzymer skulle ha varit aktiverade vid syntetiseringen, skulle de omedelbart förstöra de organ och vävnader som har producerat dem. Akut pankreatit är ett tillstånd där för tidig aktivering av digestionsenzymer i pankreas resulterar i autolys av organet.
Zymogener är stora, inaktiva strukturer med förmåga att falla isär eller modifieras till mindre och aktiverade enzymer. Skillnaden mellan zymogener och de aktiverade enzymerna ligger i det faktum att det aktiva centret för katalys hos zymogener inte är funktionellt. Därmed kan substratet inte binda in, och proteolysen kommer inte att ske. Endast efter aktivering, genom konformation och strukturförändring av zymogenerna kan det aktiva centret öppnas och proteolys möjliggöras.

### Trypsinogen
När trypsinogen tar sig in i tunntarmen från bukspottkörteln kommer enteropeptidaser att sekreteras från duodenums mukosa och klyva peptidbindningar hos lysin-15-isoleucin-16-zymogenet. Detta resulterar i att zymogentrypsinogen bryts ner till trypsin. Trypsin även ansvarar för klyvningen av lysinets peptidbindningar. En låg halt av aktiverat trypsin kan på så vis själv aktivera sina zymogener så att mer aktivt trypsin genereras.

### Kymotrypsin
Efter att bindningen Arg 15 - Ile 16 i kymotrypsinogenzymogenen har klyvts av trypsin, kommer de genererade strukturerna (pi-kymotrypsin) att genomgå autolys och på så vis generera aktivt kymotrypsin.

### Proelastas
Trypsin kommer att klyva proelastas, vilket leder till att aktivt elastas genereras.
Aktiveringen från trypsinogen till trypsin är viktig, dels för att det aktiverar sin egen reaktion, men också för att det orsakar aktiveringen av kymotrypsin och elastas. Av den anledningen är det oerhört viktigt att aktiveringen inte sker för tidigt. Det finns flera försvarsmekanismer som syftar till att förhindra för tidig aktivering (som skulle resultera i nedbrytning av kroppens egna organ och vävnader).
1. Trypsinets aktivering av trypsinogen är en relativt långsam process
2. Zymogenerna förvaras i så kallade zymogengranuler; kapslar med väggar som är tänkta att vara resistenta mot proteolys

### Inhibering
Det finns särskilda inhibitorer som påminner om de tetraedriska intermediärerna, och som på så sätt fyller ut enzymets aktiva centrum och förhindrar enzymet från att arbeta effektivt. Trypsin, som är ett kraftfullt digestionsenzym, genereras i pankreas. Inhibitorerna är därmed viktiga för att skydda pankreas från att brytas ner av trypsinerna. Serinproteaserna paras ihop med serinproteasinhibitorer, som i sin tur avbryter in aktivitet när de inte längre behövs.
Serinproteaser inhiberas av olika grupper av inhibitorer; bland annat syntetiska/kemiska inhibitorer som används för terapeutiska ändamål, men även naturliga proteiner kan fungera som inhibitorer. En familj av naturliga inhibitorer är de så kallade "serpinerna" (serinproteasinhibitorer) som kan skapa en kovalent bindning till serinproteaset och på så vis inhibera dess funktion. De mest studerade serpinerna är antitrombin och alfa 1-antitrypsin, som har studerats med avseende på deras roll i koagulation/blodproppar respektive emfysem/A1AT. Artificiella, små, molekylära inhibitorer är exempelvis AEBSF och PMSF.

## Sjukdom
Mutationer kan leda till minskad eller ökad aktivitet av enzymerna. Detta kan ha många olika konsekvenser, beroende på den normala funktionen hos serinproteaset. Exempelvis kan mutationer i protein C leda till otillräckliga proteinnivåer eller aktivitet, vilket ökar risken för blodpropp.
Mätning av serinproteasnivåer kan vara relevant vid vissa sjukdomar. Exempelvis kan diagnostisering av hemorragiska tillstånd samt blodpropp kräva mätning av koagulationsfaktorer. Fekalt elastas mäts för att bestämma den exokrina aktiviteten hos pankreas, exempelvis för att undersöka förekomsten av cystisk fibros eller kronisk pankreatit. Vid cancerscreening kan en prostataspecifik antigen i serum mätas. Serinproteaser som sekreteras av mastceller är en viktig diagnostisk markör för typ 1 allergier (exempelvis anafylaxi; allergi mot proteiner). Det är mer användbart än histamin på grund av att dess halveringstid är längre, vilket betyder att det stannar i kroppen och är kliniskt relevant under längre tid.